# جيمي هاريسون
جيمي هاريسون (بالإنجليزية: Jimmy Harrison)‏ (2 فبراير 1921 بليستر في المملكة المتحدة - 1 يناير 2004) هو لاعب كرة قدم بريطاني (وحمل سابقاً جنسية المملكة المتحدة لبريطانيا العظمى وأيرلندا) في مركز الدفاع. لعب مع أستون فيلا وكوفنتري سيتي وليستر سيتي ونادي كوربي تاون.